# Strauchpappeln
Die Strauchpappeln (Lavatera), auch Strauchmalven oder Bechermalven genannt, sind eine Pflanzengattung in der Familie der Malvengewächse (Malvaceae). Von einigen Lavatera-Arten gibt es Sorten, die als Zierpflanzen verwendet werden. Von den etwa 25 Arten kommen die meisten im Mittelmeerraum vor.

## Beschreibung

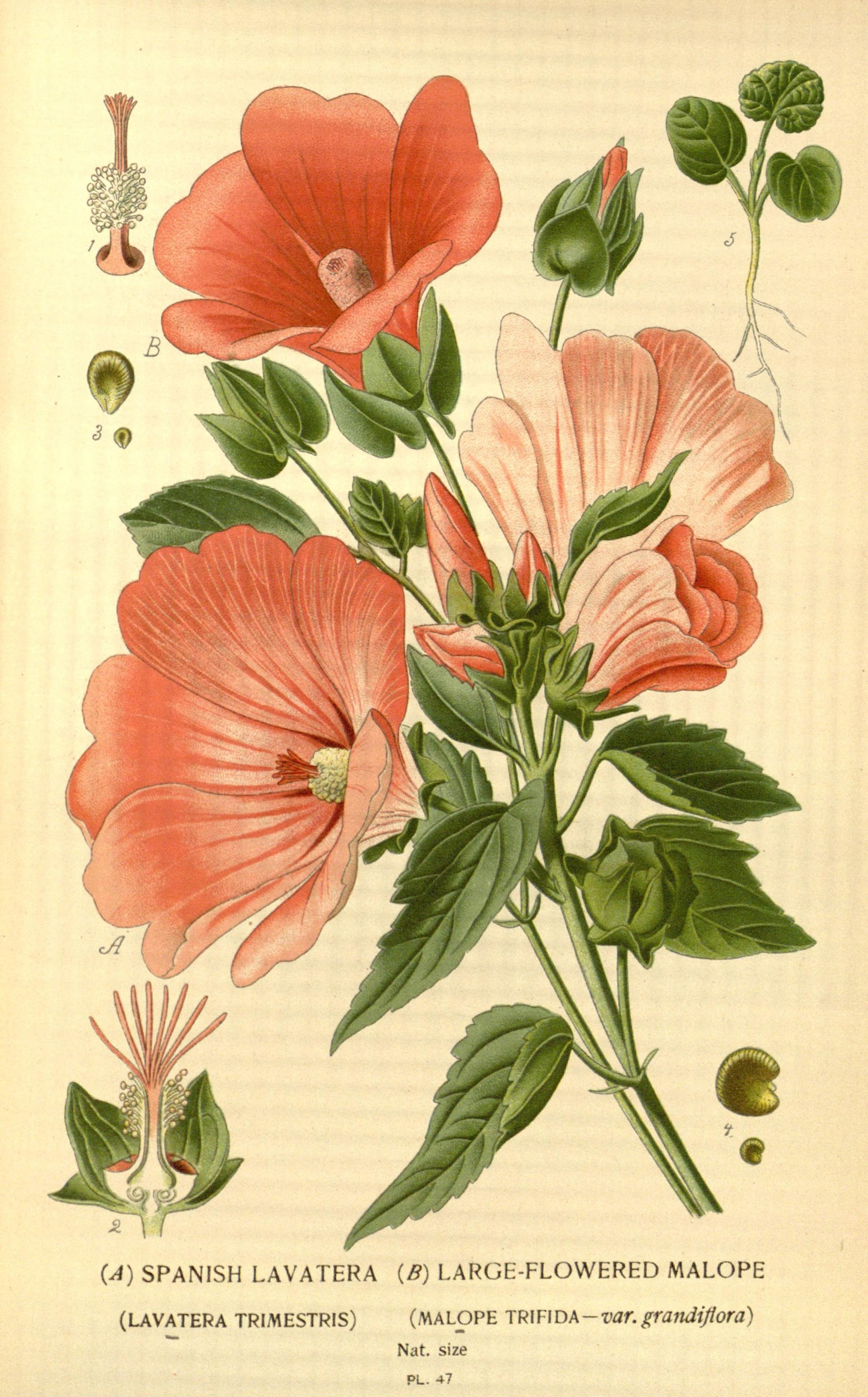
Illustration aus Favourite flowers of garden and greenhouse, Tafel 47 der Bechermalve (Lavatera trimestris)

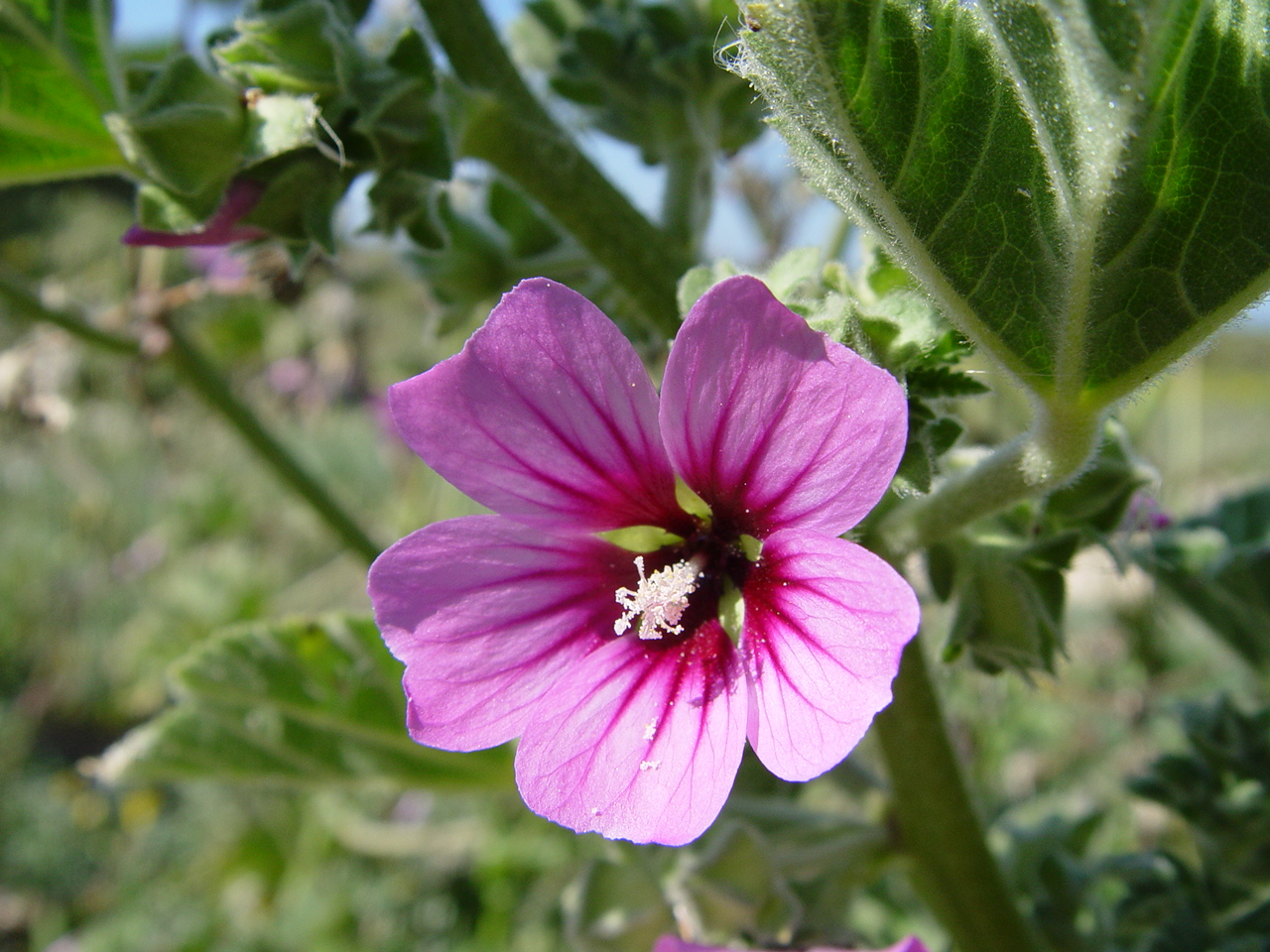
Blüte mit genagelten Kronblättern von Lavatera mauritanica, auch die Behaarung des Laubblattes ist gut erkennbar

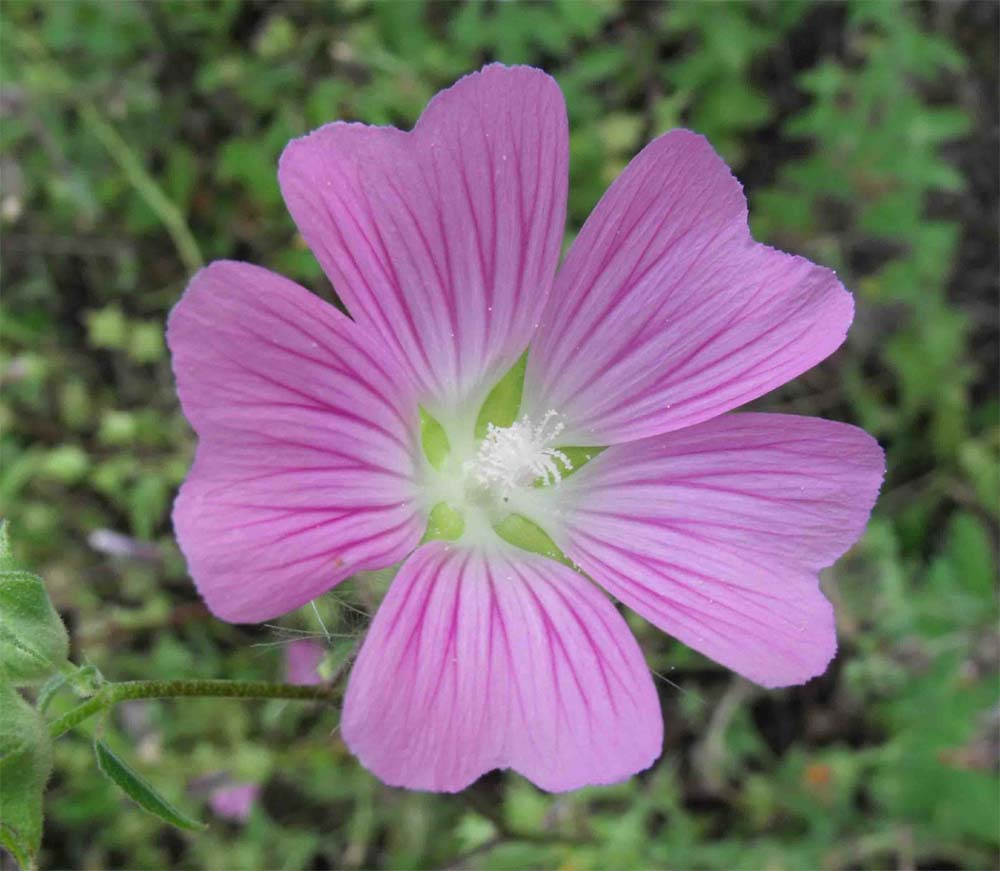
Blüte mit genagelten Kronblättern von Lavatera punctata, auch die dünnen Griffeläste sind erkennbar

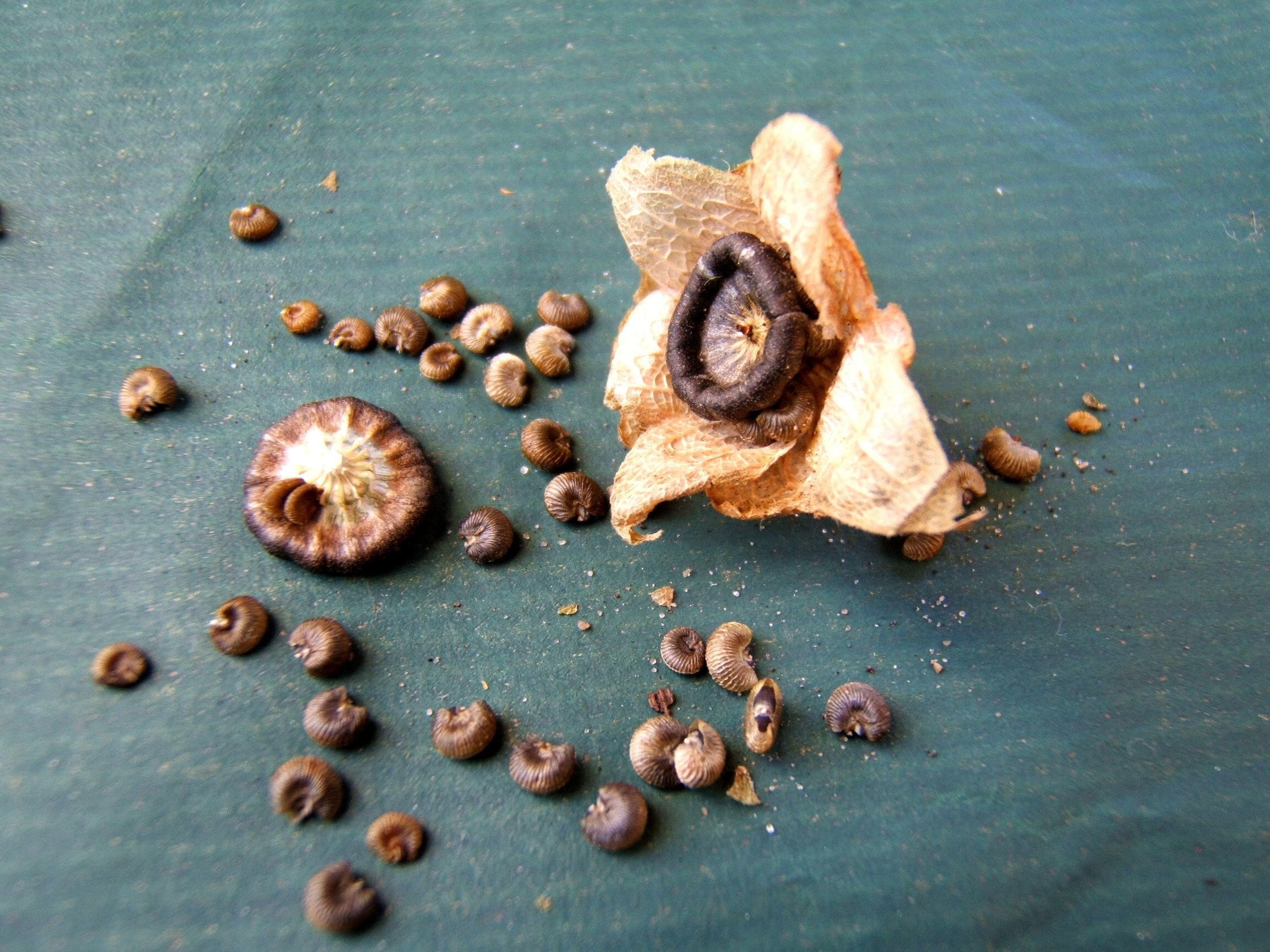
Spaltfrucht mit Teilfrüchten der Bechermalve (Lavatera trimestris)

### Erscheinungsbild und Blätter
Lavatera-Arten wachsen als einjährige, zweijährige oder kurzlebige ausdauernde krautige Pflanzen, Halbsträucher oder Sträucher, die Wuchshöhen von bis zu 2 Meter erreichen. Die meisten oberirdischen Pflanzenteile besitzen Sternhaare oder einfache Haare (Indument).
Die wechselständig angeordneten Laubblätter sind in einen langen Blattstiel und eine Blattspreite gegliedert. Die Blattspreiten sind meist leicht bis stark fünf- bis siebenlappig oder selten nicht gelappt. Die Nebenblätter sind laubblattartig und haltbar.

### Blütenstände und Blüten
Die Blüten stehen einzeln oder zu mehreren in den Blattachseln oder in endständigen, auffälligen, traubigen Blütenstände zusammen. Die drei bis sechs Hochblätter des Nebenkelches sind nur an ihrer Basis verwachsen.
Die zwittrigen Blüten sind radiärsymmetrisch und fünfzählig mit doppelter Blütenhülle. Die fünf Kelchblätter sind glockenförmig verwachsen. Die fünf freien Kronblätter sind genagelt und oben meist ausgerandet oder seltener gestutzt. Die Farbe der Kronblätter reicht von weiß über rosa- bis purpurfarben, nur bei einigen Formen von Lavatera triloba sind sie gelb. Bei der Unterfamilie Malvoideae sind die vielen Staubblätter zu einer den Stempel umgebenden Röhre verwachsen. Die Staubfadenröhre endet mit vielen Staubbeuteln. Sechs bis viele Fruchtblätter sind zu einem oberständigen, sechs- bis 25-kammerigen Fruchtknoten verwachsen. Je Fruchtknotenkammer ist nur eine aufrechte Samenanlage vorhanden. Es sind sechs bis viele dünne Griffeläste vorhanden, die jeweils in einer fadenförmigen Narbe enden.

### Früchte und Samen
Die abgeflacht kugelige Spaltfrucht mit einer angeschwollenen, konischen oder scheibenförmigen Griffelbasis zerfällt in sechs bis viele (25) Teilfrüchte. Die Teilfrüchte sind glatt oder skulptiert, manchmal teilweise häutig, meist geschnäbelt, oft mit einer oder zwei Borsten, oft winzig, flaumig mit Sternhaaren bedeckt. Bei Reife bleiben die Teilfrüchte meist geschlossen. In jeder Teilfrucht befindet sich ein aufrechter Same. Die nierenförmigen Samen sind glatt oder transversal gerippt und frei von der Wand der Spaltfrucht.

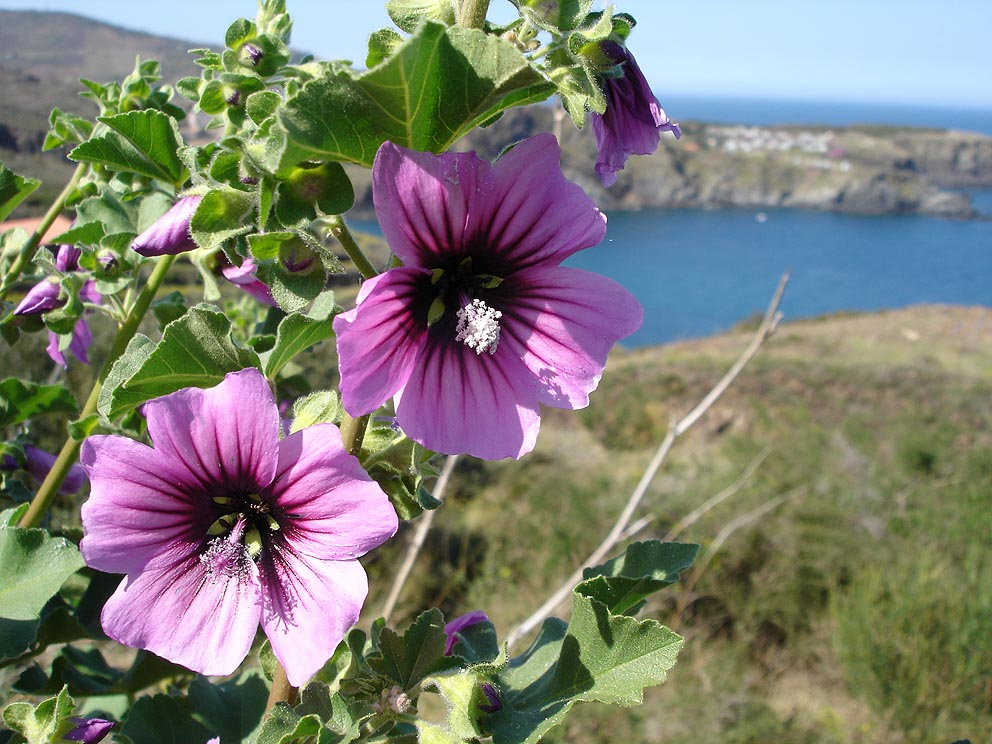
Baumförmige Strauchpappel (Lavatera arborea)

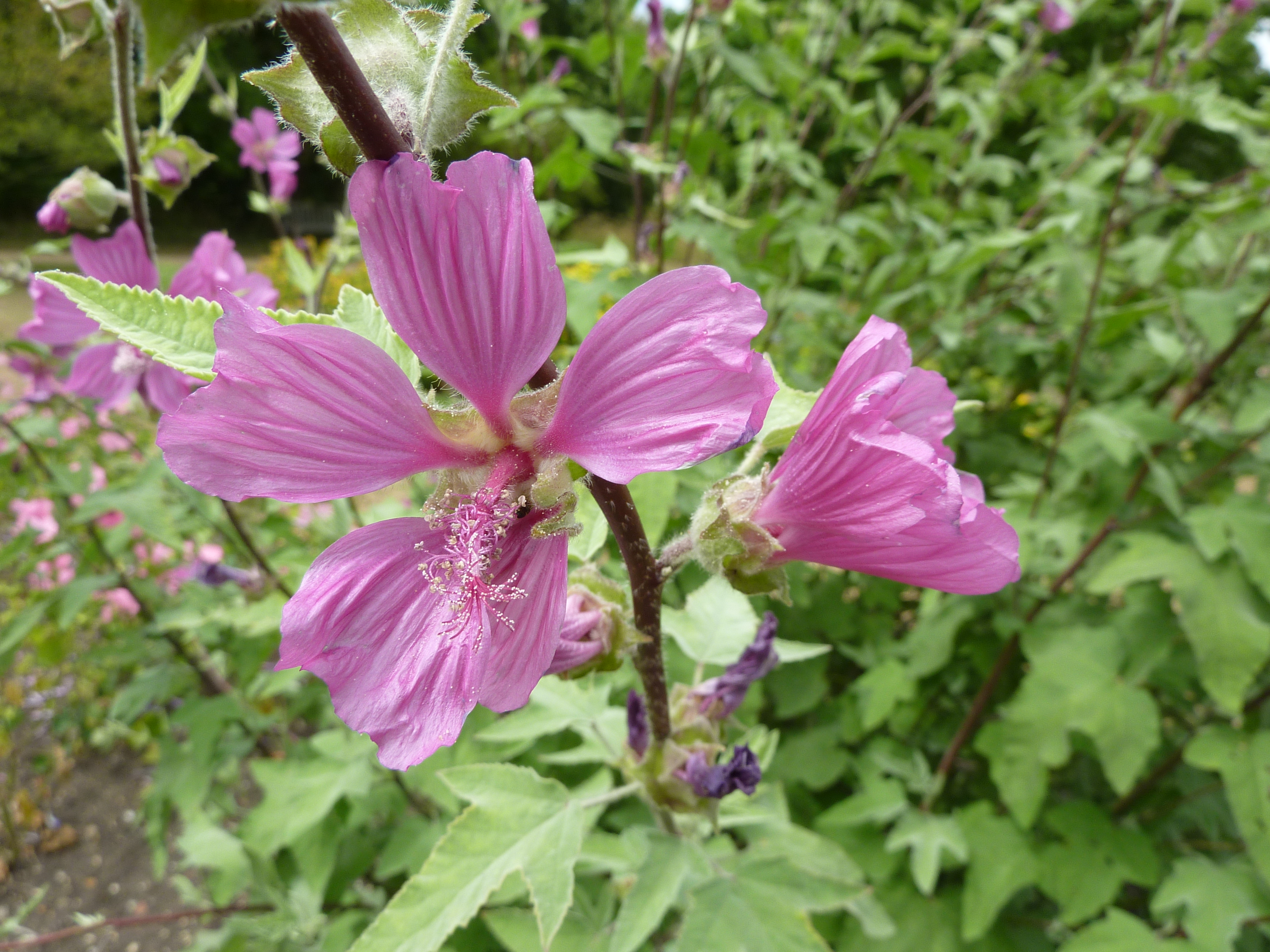
Blüte mit genagelten Kronblättern von Lavatera olbia

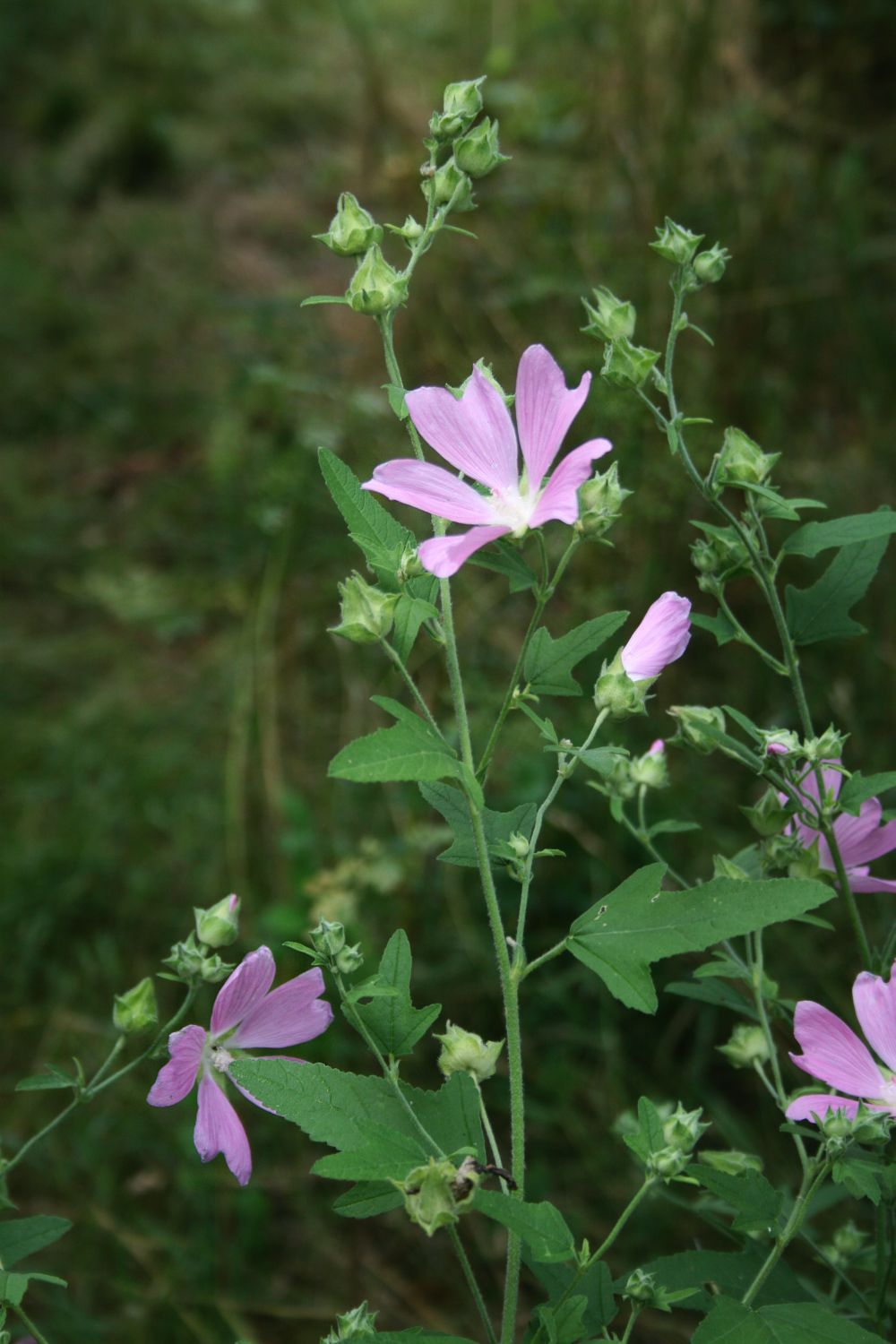
Thüringer Strauchpappel (Lavatera thuringiaca)

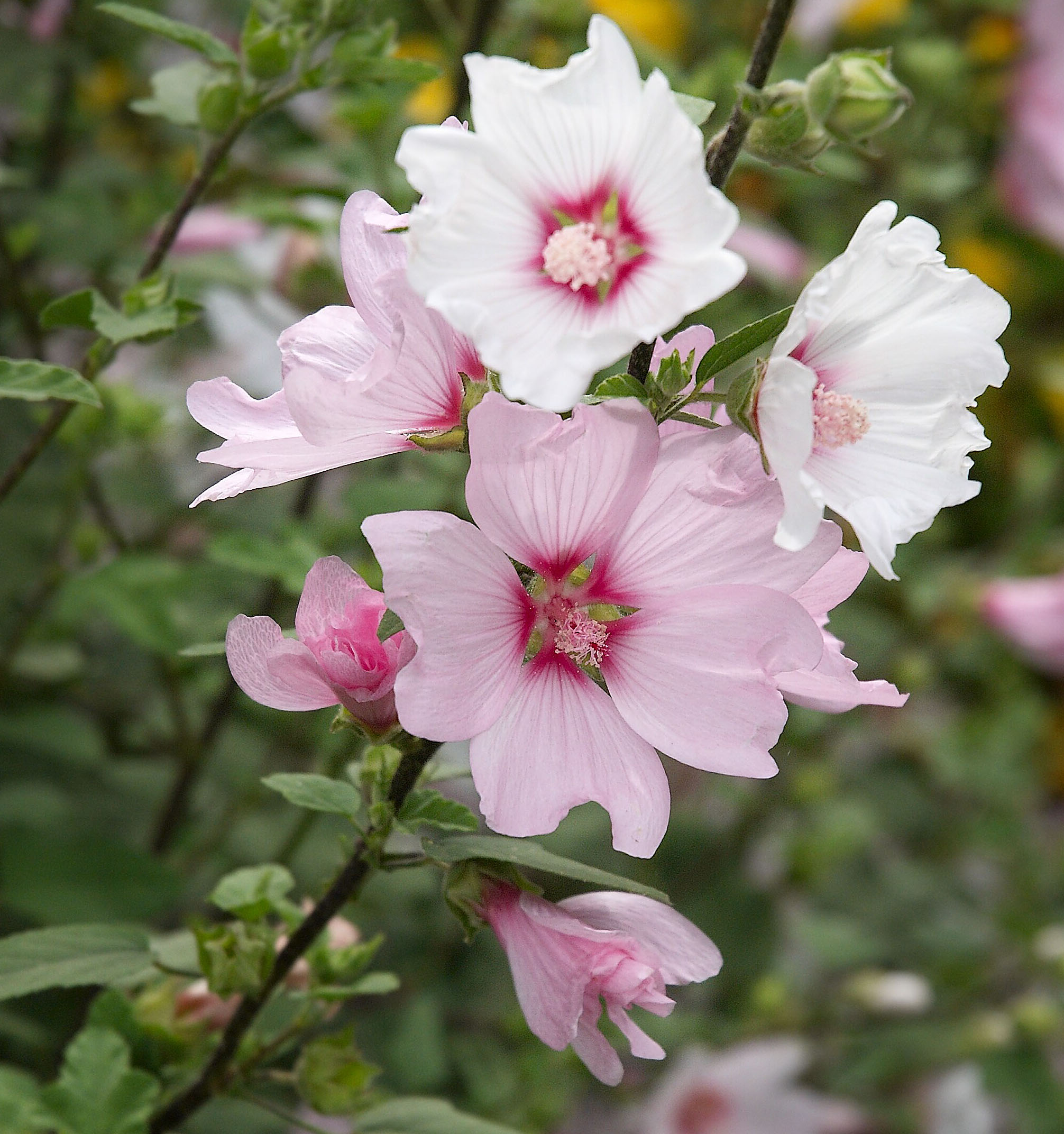
Blüten von Lavatera ×clementii ‘Barnsley’

## Systematik und Verbreitung
Die Erstveröffentlichung des Gattungsnamens Lavatera erfolgte 1753 durch Carl von Linné in Species Plantarum, 2, S. 690. Der Gattungsname Lavatera ehrt Johann Heinrich Lavater (1611–1691), einen Schweizer Arzt und Naturforscher.  Als Lectotypus wurde 1929 durch Hitchcock & Green die Art Lavatera trimestris L. festgelegt.
Die Gattung Lavatera gehört zur Subtribus Malvinae aus der Tribus Malveae in der Unterfamilie der Malvoideae innerhalb der Familie der Malvaceae.
Manche Autoren vereinigen die Gattung mit der Gattung Malva. So gibt es für alle Arten auch Synonyme bei der Gattung Malva.
Die Lavatera-Arten kommen hauptsächlich im Mittelmeerraum vor. Einige Arten gibt es auch im Vereinigten Königreich, auf den Kanarischen Inseln, im Hochland von Abessinien, in Zentralasien und in Kaschmir, sowie im östlichen Sibirien. Außerdem gibt es eine Art in Australien (Lavatera plebeia) und fünf Arten in Kalifornien (Lavatera assurgentiflora, Lavatera insularis, Lavatera lindsayi, Lavatera occidentalis und Lavatera venosa).
Es gibt etwa 25 Lavatera-Arten:
- Lavatera abyssinica Hutch. & E.A.Bruce: Sie gedeiht im äthiopischen Hochland.
- Lavatera acerifolia Cav. (Syn.: Malva acerifolia (Cav.) Alef.): Sie kommt nur auf den Kanarischen Inseln vor.
- Baumförmige Strauchpappel (Lavatera arborea L., Syn.: Malva arborea (L.) Webb & Berthel.): Sie gedeiht im Mittelmeerraum sowie in Westeuropa und in Nordafrika.
- Lavatera assurgentiflora Kellogg: Dieser Endemit gedeiht nur auf den Kanalinseln Kaliforniens.
- Lavatera bryoniifolia Mill.: Sie kommt hauptsächlich im östlichen Mittelmeerraum vor.
- Lavatera cachemiriana Cambess.: Sie ist weit verbreitet in Indien, Kaschmir, Pakistan, Nepal, Kirgisistan, Russland, Tadschikistan und in China nur im nordwestlichen Xinjiang.
- Lavatera cretica L. (Syn.: Malva multiflora (Cav.) Soldano, Banfi & Galasso): Sie ist in Makaronesien, Nordafrika, Südeuropa und Vorderasien weitverbreitet.
- Lavatera insularis S.Watson: Dieser Endemit kommt nur auf den Islas Coronado westlich von Niederkalifornien vor.
- Lavatera lindsayi Moran: Dieser Endemit nur auf der Isla Guadelupe westlich von Niederkalifornien vor.
- Lavatera maroccana Maire (Syn.: Malva maroccana (Batt. & Trab.) Soldano, Banfi & Galasso): Sie kommt in Spanien bei Cadiz und Sevilla, sowie vermutlich auch in Marokko vor.
- Lavatera mauritanica Durieu (Syn.: Lavatera davaei Cout.): Sie kommt mit zwei Unterarten im südlichen und zentralen Portugal sowie östlichen Spanien (subsp. davaei) und nordwestlichen Afrika (subsp. mauritanica) vor.
- Lavatera maritima Gouan: Das Verbreitungsgebiet liegt im westlichen Mittelmeerraum, dort kommt sie auf Korsika und Sardinien, sowie von Tunesien und Marokko bis Spanien vor.
- Lavatera microphylla E.G.Baker (Syn.: Malva microphylla (Baker f.) Molero & J.M.Monts.): Dieser Endemit kommt nur im Gebiet des Sherat River in Rabat in Morrokko vor.
- Lavatera oblongifolia Boiss. (Syn.: Malva oblongifolia (Boiss.) Soldano, Banfi & Galasso): Sie kommt im südlichen Spanien nur in den Provinzen Almería und Granada vor.
- Lavatera occidentalis S.Watson: Sie kommt nur auf Inseln westlich von Niederkalifornien vor.
- Lavatera olbia L. (Syn.: Malva olbia (L.) Alef.): Sie kommt in Südeuropa und Nordafrika vor.
- Purpurrote Strauchmalve (Lavatera phoenicea Vent., Syn: Malva phoenicea (Vent.) Alef.): Sie kommt nur auf den Kanarischen Inseln vor.
- Lavatera plebeia Sims: Sie ist die einzige in Australien beheimatete Art.
- Lavatera punctata All. (Syn.: Malva punctata (All.) Alef.): Sie ist weitverbreitet und kommt von Europa bis Zentralasien vor
- Lavatera stenopetala Coss. & Durieu (Syn: Malva stenopetala (Batt.) Soldano, Banfi & Galasso): Sie kommt nur in Algerien auf Lehmböden vor.
- Thüringer Strauchpappel (Lavatera thuringiaca L., Syn: Malva thuringiaca (L.) Vis.): Sie ist mit zwei Unterarten in Eurasien weitverbreitet
- Lavatera triloba L.: Sie ist im westlichen Mittelmeerraum weit verbreitet.
- Bechermalve (Lavatera trimestris L., Syn: Malva trimestris (L.) Salisb.): Sie ist im Mittelmeerraum weitverbreitet. Als Zierpflanze wird sie weltweit verwendet und wird gelegentlich als „Gartenflüchtling“ beobachtet.
- Lavatera venosa S.Watson: Sie kommt nur auf den San Benito Inseln westlich von und im Gebiet von Vizcaino in Niederkalifornien vor.
- Lavatera vidalii Pau (Syn: Malva vidalii (Pau) Molero & J.M.Monts.) ist eine seltene und gefährdete Art vom westlichen Rifgebirge im nördlichen Marokko.

Es gibt auch einige Hybriden:
- Lavatera ×clementii Cheek = Lavatera thuringiaca × Lavatera olbia